# БиС
«БиС» («Бикбаев и Соколовский») — российская поп-группа, существовавшая с 2007 по 2010 год. Участниками проекта были Дмитрий Бикбаев и Влад Соколовский. Продюсер и автор большинства песен группы — Константин Меладзе.

## История
Дмитрий и Всеволод впервые встретились в начале июня 2007 года на кастинге нового проекта братьев Меладзе «Фабрика звёзд — 7». За 3 месяца кастинга, они успели подружиться.
Бикбаев и Соколовский выступали вместе на средничных концертах («Теоретически», «Сны», «I was made for loving you») и на отчётных концертах в Останкино («Шаланды», дуэты с Викторией Дайнеко, Надеждой Бабкиной, группой «Бандэрос»). Идея дальнейшего совместного творчества неоднократно посещала ребят.
Но в середине октября руководство проекта составило очень сложную и напряжённую номинацию: самых рейтинговых участников проекта — Диму, Влада и Марка Тишмана, — номинировали в одной тройке, и 21 октября Дима, к большому сожалению поклонников, покинул «Фабрику звёзд».
18 ноября 2007 года на «Фабрике звёзд 7» на концерте в «Останкино» произошло триумфальное возвращение Бикбаева в проект, и Константином Меладзе был представлен новый бойзбэнд — группа «БиС» (название группы выбрано по первым буквам фамилий музыкантов — Дмитрия Бикбаева и Влада Соколовского). Вскоре команда представила свою первую песню «Твой или ничей», которая с ходу попала в музыкальные чарты и надолго там задержалась. Следующие три сингла — «Катя», «Кораблики» и «Пустота» — также стали хитами и победителями чартов.
Развивая начальный успех, ребята оперативно записывают дебютный альбом «Двухполярный мир», выпущенный компанией «Мистерия Звука» (Мистерия +), который распродался в количестве более чем 100 тысяч копий и фантастически долго держался в российском альбомном-чарте.
В своих интервью Бикбаев и Соколовский говорили: неважно, воспринимают ли нас как «селебритиз», важно, воспринимают ли люди нашу музыку.
За два года активной работы группа вошла во множество хит-парадов и получила много наград: «Золотой граммофон», «Песня года», Премия МузТВ в номинаций «Лучшая поп-группа», премия «World Fashion» в номинаций «Лучшая поп-группа» и многие другие.
5 июня 2009 года на Седьмой Премии Муз-ТВ, «БиС» выиграли номинацию — «Лучшая группа», обойдя таких именитых конкурентов, как ВИА Гра, Serebro и «А-Студио».
В апреле 2010 года появилась информация, что в составе группы «БиС» появится новый солист — девятнадцатилетний Алекс Гришин, обладающий значительным внешним сходством с Бикбаевым и Соколовскими. Планировалось, что новый участник группы приступит к работе в июле, однако, 27 мая 2010 года Владислав опроверг эту информацию.
В июне-июле 2010 года, по словам Владислава и Дмитрия, всех поклонников, и даже не поклонников, ожидала «бомба» от группы «БиС». Что под этим подразумевалось доподлинно неизвестно.
1 июня 2010 года Влад Соколовский выступил сольно на благотворительном концерте, в рамках акции Первого канала «Стань Первым», в Нижнем Новгороде с новой песней «Ночной неон».
4 июня 2010 года Влад официально заявил о распаде группы «БиС» и о начале собственной сольной карьеры.
7 июня было официально окончательно объявлено о распаде группы. Сейчас[уточнить] Соколовский готовит сольный альбом, а Бикбаев продолжает музыкальную карьеру в созданной им группе 4POST, которая была презентована 27 сентября 2010 года. Группа сняла шесть видеоклипов и работает над концертной программой. Также Дмитрий Бикбаев выпустил собственный спектакль «Дориан Грей», в котором выступил автором инсценировки, режиссёром и исполнителем главной роли.

## Дискография
- 2009 — Двухполярный мир «Мистерия Звука» (Мистерия +)

## Видеоклипы
| Год  | Клип           | Режиссёр        | Альбом           |
| ---- | -------------- | --------------- | ---------------- |
| 2008 | Твой или ничей | Алан Бадоев     | Двухполярный мир |
| 2008 | Катя           | Алан Бадоев     | Двухполярный мир |
| 2009 | Кораблики      | Алан Бадоев     | Двухполярный мир |
| 2009 | Мистер DJ      | Сергей Солодкий | Двухполярный мир |
| 2009 | Пустота        | Сергей Солодкий | TBA              |

## Песни и чарты
| Песня                 | Наивысшая позиция в RAC |
| --------------------- | ----------------------- |
| Нет, нет, нет         | 90                      |
| Твой или ничей        | 23                      |
| Ближе                 | 156                     |
| Катя                  | 6                       |
| Кораблики             | 2                       |
| Мистер Диджей         | 77                      |
| Пустота               | 88                      |
| Двухполярный мир 2010 | 57                      |

Песни, которые не попали в чарт:
- Пауза-повтор
- Ночи без тебя
- Живой цветок
- Поп-корн
- Не молчи
- Засыпай